# اجناسيو ماريا غونزاليس
اجناسيو ماريا غونزاليس (بالإسبانية: Ignacio María González)‏ (و. 1838 – 1915 م) هو سياسي من جمهورية الدومينيكان ولد في سانتو دومينجو.